# Malesherbia paniculata
Malesherbia paniculata là một loài thực vật có hoa trong họ Lạc tiên. Loài này được D. Don mô tả khoa học đầu tiên năm 1827.